# St. George’s

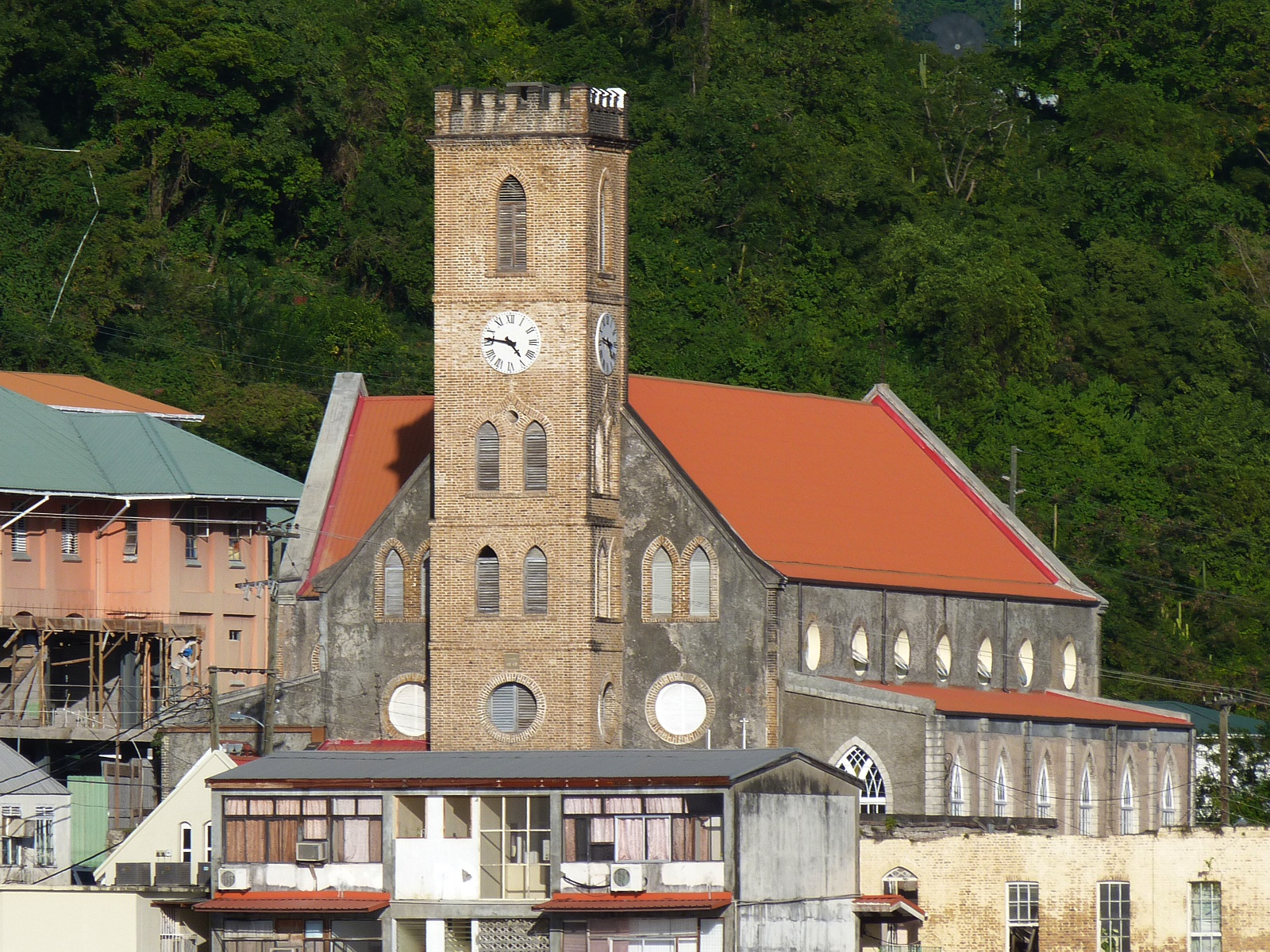
Die Kathedrale hat nach dem Hurrikan ein neues Dach bekommen.

St. George’s ist die Hauptstadt des Inselstaates Grenada in der Karibik. Ihren Namen erhielt sie zu Ehren des heiligen Georgs, des Schutzpatrons Englands. Zur Volkszählung 2011 hatte die Stadt 3171 Einwohner; in der Agglomeration von St. George’s lebten zum gleichen Zeitpunkt mehr als 38.000 Menschen.
Die Stadt ist Sitz des Bistums Saint George’s in Grenada.

## Ortslage
St. George’s liegt an den Hängen rund um eine natürliche hufeisenförmige Hafenbucht und hat ein koloniales Stadtbild, das durch die französischen und britischen Kolonisten geprägt wurde. Auf den Hügeln, die die Stadt landseitig umgeben, gibt es drei Forts: Fort George (das älteste), Fort Matthew (das größte) und Fort Frederick (das am höchsten gelegene, 1791 fertiggestellt).
Sieben Kilometer entfernt liegt der Flughafen Point Salines.

## Sehenswürdigkeiten
- Immaculate Conception Cathedral
- Grenada National Museum
- Carenage: das innere, historische Hafenbecken und dessen Promenade, einst der Ort des Kielholens (franz.: carénage)

## Geschichte
St. George’s wurde im Jahr 1650 als Port Louis durch die Franzosen gegründet. In den Kolonialkriegen am Ende des 17. und im 18. Jahrhundert wurde die Siedlung 1675 von holländischen Piraten geplündert und wechselte zwischen Frankreich und England (bzw. ab 1707 Großbritannien) mehrfach den Besitzer. Im Jahr 1763 erhielt die Stadt ihren heutigen Namen, nachdem Grenada im Ersten Vertrag von Paris Großbritannien zugesprochen worden war. Zweimal binnen weniger Jahre, 1771 und 1775, brannte die aus Holzhäusern bestehende Kleinstadt fast vollkommen nieder. Angesichts dieser Brandkatastrophen wurden die Bürger angehalten, die Häuser zumindest entlang der Hauptstraßen mit Steinen oder Ziegeln wiederaufzubauen; die Hütten der Sklaven wurden weiterhin aus Holz errichtet. Während des Amerikanischen Unabhängigkeitskrieges eroberten die Franzosen erneut Grenada. Erst 1783 wurde St. George’s – wie Grenada insgesamt – infolge des Zweiten Vertrags von Paris endgültig britisch.

## Naturkatastrophen
Als Anfang September 2004 der Hurrikan Ivan über Grenada hinweg zog, wurden 95 % der Häuser von St. George’s, darunter auch die Kathedrale (Cathedral of the Immaculate Conception) und die St. George’s Parish Church, zerstört oder beschädigt. Auch in den Folgejahren wurde die Stadt immer wieder von tropischen Wirbelstürmen in Mitleidenschaft gezogen.

## Söhne und Töchter der Stadt
- Uriah Butler (1897–1977), Politiker, Arbeiterführer und Prediger
- Jennifer Hosten (* 1947), Diplomatin, Unternehmerin und Autorin
- Shalrie Joseph (* 1978), Fußballspieler
- Tesha Harry (* 1981), Volleyballspielerin
- Kurt Felix (* 1988), Zehnkämpfer
- Bralon Taplin (* 1992), Sprinter
- Lindon Victor (* 1993), Zehnkämpfer
- Gamali Felix (* 1999), Sprinter